# 中国共産党広西チワン族自治区委員会
中国共産党広西チワン族自治区委員会（チワン語: Cunghgoz Gungcanjdangj Gvangjsih Bouxcuengh Swcigih Veijyenzvei、ちゅうごくきょうさんとうこうせいチワンぞくじちくいいんかい）は中国共産党に所在する広西チワン族自治区を運営する組織である。
中国共産党広西チワン族自治区委員は中国共産党広西チワン族自治区大会という選挙によって選出される。大会が開催されていない期間は、中国共産党中央委員会の指示を広西チワン族自治区で実行し、広西チワン族自治区の行動を指導し、中国共産党中央委員会に定期的に報告する。

## 沿革
1949年9月、中国共産党広西チワン族自治区委員会に建立。

## 職責
『中国共産党地方委員会工作条例』によると、中国共産党地方委員会は主に政治、思想と組織指導を実行し、以下の職能を担う：
1. 地域の主要な問題についての意思決定を行う。
2. 法的手続きを通じて、党組織の主張を地方の規制、地方政府の規則又はその他の政令にする。
3. 地域の思想文化宣伝工作に対する指導を強化し、イデオロギー工作の指導権、発言権をしっかりと掌握する。
4. 幹部管理権限に従い幹部を任免し、管理し、地方国家機関、政協組織、人民団体、国有企業事業単位等に重要幹部を推薦する。
5. 人民代表大会、政府、政治協商会議、裁判所、検察院、人民団体などが法により規約に基づき独立して責任を負い、協調一致して業務を展開することを支持・保証し、これらの組織における党グループの指導の核心的役割を発揮する。
6. 地域の群団活動と統一戦線活動に対する指導を強化する。
7. 所属する党組織と広範な党員を動員、組織し、大衆を団結させて党の目標任務を実現する。

## 構成機関
『広西チワン族自治区機構改革方案』によると、中国共産党広西チワン族自治区委員会には15の工作機関が設置され、工作機関が管理する機関（副庁級）が1つある。中国共産党広西チワン族自治区委員会は以下の機構を設置している：
- 中国共産党広西チワン族自治区委員会弁公庁

### スキル部門
- 中国共産党広西チワン族自治区委員会組織部
- 中国共産党広西チワン族自治区委員会宣伝部
- 中国共産党広西チワン族自治区委員会統一戦線工作部
- 中国共産党広西チワン族自治区委員会政法委員会

### 仕事部門
- 中国共産党広西チワン族自治区委員会組織部政策研究室
- 中国共産党広西チワン族自治区委員会組織部国家安全委員会弁公室
- 中国共産党広西チワン族自治区委員会網絡安全・情報化委員会弁公室
- 中国共産党広西チワン族自治区委員会財経委員会弁公室
- 中国共産党広西チワン族自治区委員会機構編成委員会弁公室
- 中国共産党広西チワン族自治区委員会軍民融合発展委員会弁公室
- 中国共産党広西チワン族自治区委員会台港澳工作弁公室
- 中国共産党広西チワン族自治区委員会巡回指導者小組弁公室
- 中国共産党広西チワン族自治区委員会老幹部局

### 派遣機関
- 中国共産党広西チワン族自治区委員会直属機関工作委員会

### 直属事業単位
- 中国共産党広西チワン族自治区委員会党校
- 広西社会主義学院
- 『広西日報（中国語版）』社
- 中国共産党広西チワン族自治区委員会党史研究院
- 広西チワン族自治区公文書館

……

### 作業組織が管理する機関
- 中国共産党広西チワン族自治区委員会機密局（国共産党広西チワン族自治区委員会弁公庁が管理する）

## 歴代の書記
| 肖像 | 氏名   | 就任           | 退任           | 注          |
| ---- | ------ | -------------- | -------------- | ----------- |
|      | 張雲逸 | 1949年9月22日  | 1956年6月      | [ 2 ] [ 3 ] |
|      | 陳漫遠 | 1956年6月      | 1957年6月      | [ 2 ]       |
|      | 劉建勛 | 1957年6月      | 1961年7月      | [ 2 ]       |
|      | 韋国清 | 1961年7月      | 1975年10月     | [ 2 ] [ 4 ] |
|      | 安平生 | 1975年10月     | 1977年2月      | [ 2 ]       |
|      | 喬暁光 | 1977年2月      | 1985年6月      | [ 2 ]       |
|      | 陳輝光 | 1985年6月      | 1990年10月     | [ 5 ]       |
|      | 趙富林 | 1990年10月     | 1997年7月      | [ 6 ]       |
|      | 曹伯純 | 1997年7月      | 2006年6月      | [ 7 ]       |
|      | 劉奇葆 | 2006年6月      | 2007年11月     | [ 8 ]       |
|      | 郭声琨 | 2007年11月     | 2012年9月19日  | [ 9 ]       |
|      | 彭清華 | 2012年9月19日  | 2018年3月21日  | [ 10 ]      |
|      | 鹿心社 | 2018年3月21日  | 2021年10月18日 | [ 11 ]      |
|      | 劉寧   | 2021年10月18日 | 2024年12月13日 | [ 12 ]      |
|      | 陳剛   | 2024年12月31日 | 現在           | [ 13 ]      |

## 歴代の構成員

### 自治区第十期党委（2011年11月-2016年11月）
- 書記：郭声琨（-2012年12月）、彭清華（2012年12月-）
- 副書記：馬飈（壮族）（-2013年3月）、危朝安（-2016年1月）、陳武（壮族）（2013年4月-）、李克（壮族）（2016年4月-2016年11月）、侯建国（2016年11月-）
- 常務委員：郭声琨（-2012年12月）、馬飈（壮族）（-2013年3月）、危朝安（-2016年1月）、龍義和（-2014年6月）、沈北海（-2015年4月）、温卡華（壮族）、陳武（壮族）、石生龍（滿族）（-2014年1月）、黄道偉、林念修（-2014年3月）、余遠輝（瑶族）（-2015年5月）、周新建（-2015年4月）、范暁莉（女、回族）、彭清華（2012年12月-）、王小東（2013年12月-）、鄧衛平（2014年1月-2015年3月）、唐仁健（2014年4月-2016年7月）、白念法（2014年6月-）、于春生（2015年3月-）、藍天立（壮族）（2015年4月-）、喻雲林（2015年4月-）、李康（女、壮族）（2015年11月-）、李克（壮族）（2016年4月-2016年11月）、王可（2016年6月-）、侯建国（2016年11月-）

### 自治区第十一期党委（2016年11月-2021年11月）
- 書記：彭清華（-2018年3月）、鹿心社（2018年3月-2021年10月）、劉寧（2021年10月-）
- 副書記：陳武（壮族、-2020年10月）、侯建国（-2017年5月）、孫大偉（2017年6月-2021年1月）、藍天立（壮族、2020年10月-）、劉小明（2021年3月-）
- 常務委員：彭清華（-2018年1月）、陳武（壮族）（-2020年10月）、侯建国（-2017年5月）、范暁莉（女、回族）、藍天立（壮族）（-2018年1月；2020年10月-）、于春生（-2017年9月）、王小東、喩雲林（-2018年3月）、王可（-2018年8月）、黄世勇（壮族）、王凱（-2017年3月）、趙徳明（瑶族）（-2018年5月）、孫大偉（2017年6月-2021年1月）、莫恭明（2017年6月-2018年1月）、房霊敏（2017年9月-）、姜英宇（2018年1月-2020年6月）、秦如培（2018年1月-）、鹿心社（2018年3月-2021年10月）、徐紹川（2018年3月-）、黄偉京（2018年5月-）、厳植嬋（2018年7月-2020年3月）、曽万明（2018年11月-2021年8月）、何仁学（2020年6月-）、曽欣（2020年6月-）、劉小明（2021年3月-）、王維平（2021年8月-）、徐海栄（2021年10月-）、劉寧（2021年10月-）、何文浩（2021年10月-）

### 自治区第十二期党委（2021年11月至今）
- 書記：劉寧（—2024年12月）、陳剛（2024年12月—）
- 副書記：藍天立（壮族）、劉小明（—2023年3月）、王維平（2024年9月—）
- 常務委員：劉寧（—2024年12月）、藍天立（壮族）、劉小明（-2023年3月）、徐海栄（-2022年4月）、何文浩（-2024年7月）、房霊敏、何仁学（-2024年5月）、王維平、蔡麗新（女）（-2024年3月）、農生文（壮族）、許永錁、孫大光（-2023年3月）、周異決（壮族）、王心富（2022年4月-）、陳奕君（女）（2023年5月-）、荘革（2024年5月-）、苗慶旺（2024年7月-）、盧新寧（2024年8月-）、陳剛（2024年12月—）